# Nordische Junioren-Skiweltmeisterschaften 2014
Die 37. Nordischen Junioren-Skiweltmeisterschaften 2014 und die in diesem Rahmen ausgetragenen 9. U-23-Langlauf-Weltmeisterschaften fanden vom 27. Januar bis zum 3. Februar 2014 im Val di Fiemme statt. Die Wettbewerbe im Skispringen und in der Nordischen Kombination wurden auf der Trampolino dal Ben (K90) und die im Skilanglauf in Lago di Tesero ausgetragen.

## Teilnehmer
Sportlerinnen und Sportler aus 41 Nationen nahmen an den Nordischen Junioren-Skiweltmeisterschaften 2014 teil. Nach Sportarten aufgeteilt waren im Langlauf mit 38 Ländern die meisten Nationen vertreten, gefolgt vom Skispringen mit 24 Nationen und von der Nordischen Kombination mit 17 Nationen.
| - Andorra - Armenien - Australien - Belgien - Bulgarien - Volksrepublik China - Dänemark - Deutschland - Estland - Finnland - Frankreich - Georgien - Griechenland - Italien | - Japan - Kanada - Kasachstan - Kroatien - Lettland - Liechtenstein - Litauen - Niederlande - Norwegen - Österreich - Polen - Rumänien - Russland - Schweden | - Schweiz - Slowakei - Slowenien - Spanien - Südkorea - Togo - Tschechien - Türkei - Ukraine - Ungarn - Belarus - Vereinigtes Königreich - Vereinigte Staaten |

## Langlauf U23 Männer

### 15 km klassisch
| Platz | Sportler                | Land | Zeit        |
| ----- | ----------------------- | ---- | ----------- |
| 1     | Iivo Niskanen           | FIN  | 38:26,6 min |
| 2     | Sergei Ustjugow         | RUS  | 38:44,0 min |
| 3     | Mathias Rundgreen       | NOR  | 38:54,2 min |
| 4     | Jermil Wokujew          | RUS  | 39:07,5 min |
| 5     | Maicol Rastelli         | ITA  | 39:24,0 min |
| 6     | Martin Løwstrøm Nyenget | NOR  | 39:38,0 min |
| 7     | Thomas Wick             | GER  | 39:42,0 min |
| 8     | Damien Tarantola        | FRA  | 39:54,4 min |
| 9     | Perttu Hyvarinen        | FIN  | 40:08,5 min |
| 10    | Florian Notz            | GER  | 40:11,8 min |
| …     |                         |      |             |
| 24    | Philipp Hälg            | LIE  | 41:06,2 min |
| 25    | Alexander Wolz          | GER  | 41:06,4 min |
| 28    | Max Hauke               | AUT  | 41:16,9 min |
| 36    | Jonas Dobler            | GER  | 41:33,4 min |
| 37    | Erwan Käser             | SUI  | 41:34,4 min |
| 40    | Dominik Baldauf         | AUT  | 41:48,7 min |
| 41    | Niklas Liederer         | AUT  | 42:02,8 min |
| 46    | Livio Bieler            | SUI  | 42:14,7 min |
| 49    | Corsin Hösli            | SUI  | 42:24,1 min |
| 67    | Fabian Schaad           | SUI  | 43:46,2 min |
| dns   | Luis Stadlober          | AUT  |             |

Datum: 30. Januar 2014

### Sprint Freistil
| Platz | Sportler               | Land | Qualifikationszeit |
| ----- | ---------------------- | ---- | ------------------ |
| 1     | Sergei Ustjugow        | RUS  | 3:00,50 (1.)       |
| 2     | Paul Goalabre          | FRA  | 3:04,18 (6.)       |
| 3     | Roman Schaad           | SUI  | 3:03,74 (5.)       |
| 4     | Maicol Rastelli        | ITA  | 3:06,49 (7.)       |
| 5     | Gleb Retiwych          | RUS  | 3:07,95 (14.)      |
| 6     | Sondre Turvoll Fossli  | NOR  | 3:02,13 (2.)       |
| 7     | Erwan Käser            | SUI  | 3:07,06 (9.)       |
| 8     | Alexander Wolz         | GER  | 3:10,15 (28.)      |
| 9     | Sindre Bjørnestad Skar | NOR  | 3:07,51 (12.)      |
| 10    | Martin Bergström       | SWE  | 3:07,57 (13.)      |
| …     |                        |      |                    |
| 13    | Max Hauke              | AUT  | 3:08,03 (15.)      |
| 14    | Markus Weeger          | GER  | 3:08,13 (18.)      |
| 25    | Corsin Hösli           | SUI  | 3:09,84 (26.)      |
| 29    | Fabian Schaad          | SUI  | 3:09,06 (23.)      |
| 36    | Luis Stadlober         | AUT  | 3:12,09 (36.)      |
| 45    | Dominik Baldauf        | AUT  | 3:14,70 (45.)      |
| 58    | Niklas Liederer        | AUT  | 3:18,42 (58.)      |

Datum: 29. Januar 2014

### 30 km Verfolgungsrennen
| Platz | Sportler                | Land | Zeit        |
| ----- | ----------------------- | ---- | ----------- |
| 1     | Adrien Backscheider     | FRA  | 1:24:27,9 h |
| 2     | Damien Tarantola        | FRA  | 1:24:28,0 h |
| 3     | Daniel Stock            | NOR  | 1:24:34,2 h |
| 4     | Mathias Rundgreen       | NOR  | 1:24:46,5 h |
| 5     | Sindre Bjørnestad Skar  | NOR  | 1:24:51,1 h |
| 6     | Martin Løwstrøm Nyenget | NOR  | 1:24:52,5 h |
| 7     | Kirill Witschuschanin   | RUS  | 1:25:02,9 h |
| 8     | Francesco De Fabiani    | ITA  | 1:25:06,8 h |
| 9     | Sergej Mikajeljan       | ARM  | 1:25:07,4 h |
| 10    | Alexis Jeannerod        | FRA  | 1:25:12,0 h |
| …     |                         |      |             |
| 13    | Max Hauke               | AUT  | 1:25:40,4 h |
| 15    | Thomas Wick             | GER  | 1:26:19,9 h |
| 16    | Florian Notz            | GER  | 1:26:29,6 h |
| 19    | Erwan Käser             | SUI  | 1:27:22,4 h |
| 26    | Dominik Baldauf         | AUT  | 1:28:04,4 h |
| 27    | Philipp Hälg            | LIE  | 1:28:13,9 h |
| 30    | Linard Kindschi         | SUI  | 1:28:24,6 h |
| 33    | Kevin Plessnitzer       | AUT  | 1:28:49,1 h |
| 38    | Livio Bieler            | SUI  | 1:30:33,3 h |
| LAP   | Corsin Hösli            | SUI  |             |
| DNF   | Jonas Dobler            | GER  |             |
| DNF   | Niklas Liederer         | AUT  |             |

Datum: 1. Februar 2014

## Langlauf U23 Frauen

### 10 km klassisch
| Platz | Sportler                | Land | Zeit        |
| ----- | ----------------------- | ---- | ----------- |
| 1     | Martine Ek Hagen        | NOR  | 29:18,4 min |
| 2     | Célia Aymonier          | FRA  | 29:33,8 min |
| 3     | Elisabeth Schicho       | GER  | 29:48,7 min |
| 4     | Ranghild Haga           | NOR  | 29:55,5 min |
| 5     | Laura Gimmler           | GER  | 30:05,7 min |
| 6     | Francesca Baudin        | ITA  | 30:13,4 min |
| 7     | Lucia Anger             | GER  | 30:20,7 min |
| 8     | Jelena Soboljowa        | RUS  | 30:21,2 min |
| 9     | Teresa Stadlober        | AUT  | 30:24,4 min |
| 10    | Darja Godowanitschenko  | RUS  | 30:25,8 min |
| 11    | Nathalie von Siebenthal | SUI  | 30:27,7 min |
| …     |                         |      |             |
| 17    | Veronika Mayerhofer     | AUT  | 30:57,4 min |
| 21    | Nathalie Schwarz        | AUT  | 31:22,2 min |

Datum: 30. Januar 2014

### Sprint Freistil
| Platz | Sportler                | Land | Qualifikationszeit |
| ----- | ----------------------- | ---- | ------------------ |
| 1     | Elisabeth Schicho       | GER  | 2:58,48 (5.)       |
| 2     | Jessie Diggins          | USA  | 2:56,43 (1.)       |
| 3     | Giulia Stürz            | ITA  | 3:02,27 (11.)      |
| 4     | Francesca Baudin        | ITA  | 3:02,81 (12.)      |
| 5     | Marika Sundin           | SWE  | 3:02,85 (13.)      |
| 6     | Nika Razinger           | SLO  | 2:58,14 (4.)       |
| 7     | Evelina Settlin         | SWE  | 2:59,79 (8.)       |
| 8     | Gaia Vuerich            | ITA  | 2:57,27 (2.)       |
| 9     | Célia Aymonier          | FRA  | 2:59,96 (9.)       |
| 10    | Darja Godowanitschenko  | RUS  | 3:02,20 (10.)      |
| 11    | Lucia Anger             | GER  | 2:59,34 (7.)       |
| …     |                         |      |                    |
| 14    | Laura Gimmler           | GER  | 2:59,20 (6.)       |
| 15    | Christa Jäger           | SUI  | 3:13,02 (14.)      |
| 25    | Nathalie Schwarz        | AUT  | 3:10,32 (26.)      |
| 31    | Nathalie von Siebenthal | SUI  | 3:11,51 (31.)      |
| 33    | Veronika Mayerhofer     | AUT  | 3:12,28 (33.)      |

Datum: 29. Januar 2014

### 15 km Verfolgungsrennen
| Platz | Sportler                | Land | Zeit        |
| ----- | ----------------------- | ---- | ----------- |
| 1     | Martine Ek Hagen        | NOR  | 44:37,5 min |
| 2     | Ragnhild Haga           | NOR  | 44:59,8 min |
| 3     | Teresa Stadlober        | AUT  | 45:19,6 min |
| 4     | Debora Agreiter         | ITA  | 45:32,8 min |
| 5     | Giulia Stürz            | ITA  | 45:39,2 min |
| 6     | Francesca Baudin        | ITA  | 45:39,3 min |
| 7     | Nadeschda Schunjajewa   | RUS  | 45:39,5 min |
| 8     | Nathalie von Siebenthal | SUI  | 45:47,4 min |
| 9     | Tanja Kauppinen         | FIN  | 45:52,3 min |
| 10    | Emilie Kristoffersen    | NOR  | 45:53,1 min |
| …     |                         |      |             |
| 13    | Nathalie Schwarz        | AUT  | 45:57,7 min |
| 33    | Laura Gimmler           | GER  | 49:08,8 min |

Datum: 1. Februar 2014

## Langlauf Junioren

### 10 km klassisch
| Platz | Sportler                | Land | Zeit        |
| ----- | ----------------------- | ---- | ----------- |
| 1     | Roman Kaigorodow        | RUS  | 26:36,9 min |
| 2     | Jens Burman             | SWE  | 26:42,4 min |
| 3     | Petter Reistad          | NOR  | 26:42,8 min |
| 4     | Jules Lapierre          | FRA  | 26:49,8 min |
| 5     | Simon Lageson           | SWE  | 26:50,4 min |
| 6     | Marcus Ruus             | SWE  | 26:53,8 min |
| 7     | Valentin Chauvin        | FRA  | 26:55,3 min |
| 8     | Eirik Sverdrup Augdal   | NOR  | 27:03,8 min |
| 9     | Alexei Tscherwotkin     | RUS  | 27:11,3 min |
| 10    | Alexander Bakanow       | RUS  | 27:18,4 min |
| …     |                         |      |             |
| 25    | Simon Kugler            | AUT  | 27:58,8 min |
| 30    | Beda Klee               | SUI  | 28:09,6 min |
| 31    | Marius Cebulla          | GER  | 28:13,0 min |
| 32    | Jason Rüesch            | SUI  | 28:13,2 min |
| 33    | Janosch Brugger         | GER  | 28:13,9 min |
| 35    | Cédric Steiner          | SUI  | 28:15,3 min |
| 48    | Alexander Gotthalmseder | AUT  | 28:42,2 min |
| 53    | Marino Capelli          | SUI  | 28:52,1 min |
| 58    | Christian Stiebritz     | GER  | 29:04,9 min |
| 71    | Tobias Trenkle          | GER  | 30:07,0 min |
| 81    | Johannes Kattnig        | AUT  | 30:36,9 min |
| 83    | Michael Biedermann      | LIE  | 30:59,2 min |

Datum: 2. Februar 2014

### Sprint Freistil
| Platz | Sportler             | Land | Qualifikationszeit |
| ----- | -------------------- | ---- | ------------------ |
| 1     | Jean Tiberghien      | FRA  | (2.)               |
| 2     | Oskar Svensson       | SWE  | (4.)               |
| 3     | Joni Maki            | FIN  | (7.)               |
| 4     | Lauri Vuorinen       | FIN  | (12.)              |
| 5     | Jewgeni Wachruschjow | RUS  | (19.)              |
| 6     | Kentarō Ishikawa     | JPN  | (11.)              |
| 7     | Even Sæteren Hippe   | NOR  | 3:08,7 (8.)        |
| 8     | Johan Hoel           | NOR  | 3:10,2 (15.)       |
| 9     | Even Northug         | NOR  | 3:11,0 (18.)       |
| 10    | Joonas Sarkkinen     | FIN  | 3:11,5 (21.)       |
| 11    | Jason Rüesch         | SUI  | 3:06,9 (5.)        |
| …     |                      |      |                    |
| 15    | Tobias Trenkle       | GER  | 3:07,5 (6.)        |
| 20    | Lukas Groß           | GER  | 3:13,5 (30.)       |
| 25    | Marius Cebulla       | GER  | 3:12,5 (27.)       |
| 33    | Johannes Kattnig     | AUT  | 3:13,9 (33.)       |
| 34    | Lukas Kurth          | SUI  | 3:14,1 (34.)       |
| 40    | Simon Hammer         | SUI  | 3:15,4 (40.)       |
| 42    | Sebastian Stadlbauer | AUT  | 3:15,5 (42.)       |
| 49    | Simon Kugler         | AUT  | 3:17,7 (49.)       |

Datum: 29. Januar 2014

### 20 km Verfolgungsrennen
| Platz | Sportler                | Land | Zeit        |
| ----- | ----------------------- | ---- | ----------- |
| 1     | Eirik Sverdrup Augdal   | NOR  | 56:09,6 min |
| 2     | Alexei Tscherwotkin     | RUS  | 56:19,5 min |
| 3     | Johan Hoel              | NOR  | 56:20,9 min |
| 4     | Olschas Klimin          | KAZ  | 56:29,9 min |
| 5     | Petr Knop               | CZE  | 56:43,0 min |
| 6     | Oskar Svensson          | SWE  | 56:47,5 min |
| 7     | Jewgeni Wachruschjow    | RUS  | 57:01,2 min |
| 8     | Jewgeni Grigorjew       | RUS  | 57:06,8 min |
| 9     | Alexander Bakanow       | RUS  | 57:07,5 min |
| 10    | Patrick Caldwell        | USA  | 57:07,8 min |
| 11    | Jason Rüesch            | SUI  | 57:08,1 min |
| …     |                         |      |             |
| 21    | Christian Stiebritz     | GER  | 58:01,1 min |
| 25    | Janosch Brugger         | GER  | 58:12,5 min |
| 27    | Beda Klee               | SUI  | 58:15,1 min |
| 30    | Marino Capelli          | SUI  | 58:22,6 min |
| 38    | Alexander Gotthalmseder | AUT  | 59:19,8 min |
| 43    | Cédric Steiner          | SUI  | 59:27,4 min |
| 50    | Simon Kugler            | AUT  | 1:00:26,2 h |
| 56    | Johannes Kattnig        | AUT  | 1:01:21,7 h |

Datum: 31. Januar 2014

### 4 × 5 km Staffel
| Platz | Sportler                                                                   | Land | Laufzeiten                                                             | Gesamtzeit  |
| ----- | -------------------------------------------------------------------------- | ---- | ---------------------------------------------------------------------- | ----------- |
| 1     | Eivind Krane Heimdal Petter Reistad Johan Hoel Eirik Sverdrup Augdal       | NOR  | 13:48,7 min (7.) 13:13,5 min (1.) 13:06,9 min (1.) 13:27,3 min (3.)    | 53:36,6 min |
| 2     | Richard Jouve Valentin Chauvin Jules Lapierre Jean Tiberghien              | FRA  | 13:29,8 min (2.) 13:28,0 min (4.) 13:12,5 min (2.) 13:27,2 min (2.)    | 53:37,6 min |
| 3     | Alexander Bakanow Roman Kaigorodow Jewgeni Wachruschew Alexei Tscherwotkin | RUS  | 13:27,7 min (1.) 13:27,5 min (3.) 13:13,1 min (3.) 13:29,2 min (4.)    | 53:37,7 min |
| 4     | Simon Lageson Jens Burman Marcus Ruus Oskar Svensson                       | SWE  | 13:32,2 min (3.) 13:24,8 min (2.) 13:45,9 min (5.) 14:11,7 min (10.)   | 54:54,8 min |
| 5     | Lauri Vuorinen Joonas Sarkkinen Markus Hietanen Joni Maki                  | FIN  | 13:36,8 min (4.) 13:32,0 min (5.) 14:22,0 min (13.) 13:55,6 min (9.)   | 55:26,6 min |
| 6     | Beda Klee Jason Rüesch Cédric Steiner Marino Capelli                       | SUI  | 13:50,1 min (8.) 13:51,6 min (7.) 13:50,6 min (7.) 13:54,3 min (8.)    | 55:26,8 min |
| 7     | Olschas Klimin Sergej Malyschew Rinat Muchin Maxim Serow                   | KAZ  | 14:10,2 min (15.) 13:51,7 min (8.) 13:45,4 min (4.) 13:43,4 min (6.)   | 55:30,9 min |
| 8     | Sebastiano Pellegrin Matthias Peer Mikael Abram Manuel Perotti             | ITA  | 13:38,6 min (5.) 14:24,3 min (10.) 13:46,2 min (6.) 13:46,5 min (7.)   | 55:35,7 min |
| 9     | Marius Cebulla Janosch Brugger Christian Stiebritz Tobias Trenkle          | GER  | 13:47,6 min (6.) 14:24,7 min (11.) 13:54,6 min (8.) 14:19,2 min (11.)  | 56:26,3 min |
| 10    | Luděk Šeller Petr Knop Jakub Antoš Jakob Kordutch                          | CZE  | 13:53,8 min (11.) 13:45,6 min (6.) 14:08,0 min (10.) 14:41,6 min (13.) | 56:29,3 min |
| …     |                                                                            |      |                                                                        |             |
| 14    | Simon Kugler Tobias Riedlsperger Alexander Gotthalmseder Johannes Kattnig  | AUT  | 14:03,9 min (13.) 14:57,0 min (16.) 14:02,9 min (9.) 14:38,5 min (12.) | 57:42,4 min |

Datum: 3. Februar 2014

## Langlauf Juniorinnen

### 5 km klassisch
| Platz | Sportler                | Land | Zeit        |
| ----- | ----------------------- | ---- | ----------- |
| 1     | Natalja Neprjajewa      | RUS  | 14:05,0 min |
| 2     | Sofia Henriksson        | SWE  | 14:07,7 min |
| 3     | Anastassija Sedowa      | RUS  | 14:18,6 min |
| 4     | Alissa Schambalowa      | RUS  | 14:21,4 min |
| 5     | Julia Belger            | GER  | 14:29,2 min |
| 6     | Julija Belorukowa       | RUS  | 14:32,4 min |
| 7     | Kozue Takizawa          | JPN  | 14:40,3 min |
| 8     | Ingeranne Strøm Nakstad | NOR  | 14:41,5 min |
| 9     | Anna Dyvik              | SWE  | 14:43,0 min |
| 10    | Elsa Airaksinen         | FIN  | 14:48,1 min |
| 11    | Katherine Sauerbrey     | GER  | 14:49,6 min |
| …     |                         |      |             |
| 18    | Lydia Hiernickel        | SUI  | 14:59,4 min |
| 25    | Lisa Unterweger         | AUT  | 15:15,8 min |
| 27    | Alina Meier             | SUI  | 15:24,4 min |
| 30    | Katharina Hennig        | GER  | 15:29,3 min |
| 42    | Jessica Wirth           | GER  | 15:46,9 min |
| 45    | Anna Roswitha Seebacher | AUT  | 15:47,8 min |
| 53    | Jasmin Berchtold        | AUT  | 16:05,2 min |
| 54    | Nadine Fähndrich        | SUI  | 16:05,5 min |
| 55    | Livia Ambühl            | SUI  | 16:06,8 min |

Datum: 2. Februar 2014

### Sprint Freistil
| Platz | Sportler           | Land | Qualifikationszeit |
| ----- | ------------------ | ---- | ------------------ |
| 1     | Jonna Sundling     | SWE  | (1.)               |
| 2     | Lotta Udnes Weng   | NOR  | (10.)              |
| 3     | Julija Belorukowa  | RUS  | (4.)               |
| 4     | Natalja Neprjajewa | RUS  | (5.)               |
| 5     | Nadine Fähndrich   | SUI  | (3.)               |
| 6     | Anna Dyvik         | SWE  | (12.)              |
| 7     | Anamarija Lampič   | SLO  | 3:07,1 (18.)       |
| 8     | Mari Støen Gussiås | NOR  | 3:01,5 (2.)        |
| 9     | Petra Hyncicová    | CZE  | 3:07,1 (17.)       |
| 10    | Alice Canclini     | ITA  | 3:07,2 (20.)       |
| …     |                    |      |                    |
| 16    | Sarah Schaber      | GER  | 3:04,4 (8.)        |
| 19    | Stefanie Arnold    | SUI  | 3:08,6 (25.)       |
| 24    | Antonia Fräbel     | GER  | 3:10,2 (28.)       |
| 26    | Jenny Mann         | GER  | 3:04,8 (9.)        |
| 29    | Alina Meier        | SUI  | 3:08,2 (24.)       |
| 33    | Lisa Unterweger    | AUT  | 3:10,4 (33.)       |
| 35    | Sofie Krehl        | GER  | 3:12,2 (35.)       |

Datum: 29. Januar 2014

### 10 km Verfolgungsrennen
| Platz | Sportler                | Land | Zeit        |
| ----- | ----------------------- | ---- | ----------- |
| 1     | Sarah Schaber           | GER  | 30:45,8 min |
| 2     | Alissa Schambalowa      | RUS  | 30:47,8 min |
| 3     | Anna Dyvik              | SWE  | 30:48,7 min |
| 4     | Lotta Udnes Weng        | NOR  | 30:49,1 min |
| 5     | Natalja Neprjajewa      | RUS  | 30:49,7 min |
| 6     | Anastassija Sedowa      | RUS  | 30:52,5 min |
| 7     | Julija Belorukowa       | RUS  | 30:53,4 min |
| 8     | Jonna Sundling          | SWE  | 30:58,6 min |
| 9     | Julia Belger            | GER  | 31:15,4 min |
| 10    | Katharina Hennig        | GER  | 31:20,9 min |
| …     |                         |      |             |
| 14    | Antonia Fräbel          | GER  | 31:29,7 min |
| 20    | Lydia Hiernickel        | SUI  | 32:06,6 min |
| 34    | Jasmin Berchtold        | AUT  | 32:57,7 min |
| 43    | Anna Roswitha Seebacher | AUT  | 33:16,4 min |
| 45    | Stefanie Arnold         | SUI  | 33:24,0 min |
| 50    | Lisa Unterweger         | AUT  | 33:52,6 min |

Datum: 31. Januar 2014

### 4 × 3,3 km Staffel
| Platz | Sportler                                                                   | Land | Laufzeiten | Gesamtzeit  |
| ----- | -------------------------------------------------------------------------- | ---- | ---------- | ----------- |
| 1     | Anna Dyvik Sofia Henriksson Maja Dahlqvist Jonna Sundling                  | SWE  |            | 39:54,8 min |
| 2     | Alissa Schambalowa Julija Belorukowa Anastassija Sedowa Natalja Neprjajewa | RUS  |            | 40:02,5 min |
| 3     | Louise Heimdal Ingeranne Strøm Nakstad Tiril Udnes Weng Lotta Udnes Weng   | NOR  |            | 40:21,6 min |
| 4     | Katharina Hennig Katherine Sauerbrey Julia Belger Sarah Schaber            | GER  |            | 40:54,1 min |
| 5     | Alina Meier Lydia Hiernickel Stefanie Arnold Nadine Fähndrich              | SUI  |            | 41:26,3 min |
| 6     | Nea Katajala Elsa Airaksinen Katri Lylynpera Jasmi Joensuu                 | FIN  |            | 41:29,2 min |
| 7     | Anamarija Lampič Anita Klemenčič Manca Slabanja Lea Einfalt                | SLO  |            | 42:02,6 min |
| 8     | Petra Hyncicová Šarka Jirasková Anna Sixtová Andrea Klementová             | CZE  |            | 42:09,8 min |
| 9     | Arianna de Martin Pinter Anna Comarella Caterina Ganz Alice Canclini       | ITA  |            | 42:14,6 min |
| 10    | Frédérique Vezina Dahria Beatty Anne-Marie Comeau Katherine Stewart-Jones  | CAN  |            | 42:44,5 min |
| 11    | Julia Pfennich Jasmin Berchtold Anna Roswitha Seebacher Lisa Unterweger    | AUT  |            | 43:36,6 min |

Datum: 3. Februar 2014

## Nordische Kombination Junioren

### Gundersen (Normalschanze HS 100/10 km)
| Platz | Sportler              | Land | Weite   | Punkte | Rückstand | Endzeit     |
| ----- | --------------------- | ---- | ------- | ------ | --------- | ----------- |
| 1     | Philipp Orter         | AUT  | 099,5 m | 110,6  | +1:20 min | 29:47,1 min |
| 2     | Ilkka Herola          | FIN  | 097,5 m | 109,5  | +1:24 min | 29:51,1 min |
| 3     | David Welde           | GER  | 095,0 m | 105,2  | +1:42 min | 30:19,4 min |
| 4     | Hugo Buffard          | FRA  | 089,0 m | 094,0  | +2:26 min | 30:20,5 min |
| 5     | Bernhard Flaschberger | AUT  | 091,5 m | 099,3  | +2:05 min | 30:25,5 min |
| 6     | Sindre Pettersen      | NOR  | 088,0 m | 092,7  | +2:32 min | 30:34,1 min |
| 7     | Jakob Lange           | GER  | 094,5 m | 105,3  | +1:41 min | 31:06,6 min |
| 8     | Terence Weber         | GER  | 096,0 m | 103,3  | +1:49 min | 31:14,1 min |
| 9     | Marcus Torni          | FIN  | 093,0 m | 102,3  | +1:53 min | 31:33,9 min |
| 10    | Martin Fritz          | AUT  | 099,0 m | 117,3  | +0:53 min | 31:39,8 min |
| …     |                       |      |         |        |           |             |
| 15    | Dominik Schwaar       | GER  | 089,0 m | 092,3  | +2:33 min | 32:06,3 min |
| 23    | Paul Gerstgraser      | AUT  | 084,0 m | 075,7  | +3:40 min | 33:26,8 min |
| 28    | Jan Kirchhofer        | SUI  | 083,5 m | 079,6  | +3:24 min | 34:09,0 min |

Datum: 30. Januar 2014

### Gundersen (Normalschanze HS 100/5 km)
| Platz | Sportler              | Land | Weite  | Punkte | Rückstand | Endzeit     |
| ----- | --------------------- | ---- | ------ | ------ | --------- | ----------- |
| 1     | Philipp Orter         | AUT  | 91,5 m | 113,4  | +0:57 min | 13:44,2 min |
| 2     | David Welde           | GER  | 93,5 m | 115,3  | +0:49 min | 13:44,3 min |
| 3     | Martin Fritz          | AUT  | 98,0 m | 124,2  | +0:14 min | 13:46,0 min |
| 4     | Jewgeni Klimow        | RUS  | 94,5 m | 124,8  | +0:11 min | 13:57,2 min |
| 5     | Tomáš Portyk          | CZE  | 98,0 m | 127,6  |           | 13:57,9 min |
| 6     | Jarl Magnus Riiber    | NOR  | 96,0 m | 123,1  | +0:18 min | 14:16,8 min |
| 7     | Kristjan Ilves        | EST  | 96,0 m | 123,6  | +0:16 min | 14:37,6 min |
| 8     | Harald Johnas Riiber  | NOR  | 93,0 m | 118,2  | +0:38 min | 14:45,4 min |
| 9     | Hugo Buffard          | FRA  | 85,0 m | 101,4  | +1:45 min | 14:46,7 min |
| 10    | Jakob Lange           | GER  | 87,5 m | 106,1  | +1:26 min | 14:48,5 min |
| …     |                       |      |        |        |           |             |
| 12    | Bernhard Flaschberger | AUT  | 84,0 m | 099,6  | +1:52 min | 15:04,1 min |
| 17    | Terence Weber         | GER  | 85,5 m | 101,5  | +1:44 min | 15:23,3 min |
| 19    | Fabian Steindl        | AUT  | 85,5 m | 100,7  | +1:48 min | 15:35,2 min |
| 22    | Tom Lubitz            | GER  | 91,0 m | 114,7  | +0:52 min | 15:46,4 min |
| 36    | Jan Kirchhofer        | SUI  | 75,5 m | 077,8  | +3:19 min | 16:53,8 min |

Datum: 1. Februar 2014

### Mannschaft (Normalschanze HS 100/4 × 5 km)
| Platz | Sportler                                                             | Land | Einzelpunkte            | Punkte      | Laufzeiten                      | Endzeit     |
| ----- | -------------------------------------------------------------------- | ---- | ----------------------- | ----------- | ------------------------------- | ----------- |
| 1     | Bernhard Flaschberger Martin Fritz Fabian Steindl Philipp Orter      | AUT  | 107,4 123,3 125,3 110,3 | 466,3 (1.)  | 13:06,1 13:37,8 13:52,7 13:21,0 | 53:57,6 min |
| 2     | Dominik Schwaar Terence Weber Jakob Lange David Welde                | GER  | 104,2 115,9 120,3 109,8 | 450,2 (3.)  | 13:19,3 13:41,3 13:10,9 13:29,6 | 54:02,1 min |
| 3     | Sindre Pettersen Jarl Magnus Riiber Sigmund Kielland Emil Vilhelmsen | NOR  | 103,0 126,9 090,4 102,4 | 422,7 (4.)  | 12:40,1 13:49,7 13:31,3 14:11,2 | 55:10,3 min |
| 4     | Marcus Torni Ville Heikkinen Arttu Mäkiaho Aartu Aalander            | FIN  | 111,7 118,8 117,3 103,4 | 451,2 (2.)  | 13:18,7 13:57,9 14:24,0 13:37,2 | 55:37,8 min |
| 5     | Hugo Buffard Thomas Strappazzon Laurent Muhlethaler Tom Balland      | FRA  | 114,3 082,0 096,8 077,2 | 370,3 (9.)  | 12:55,3 13:58,5 14:48,7 14:37,2 | 58:27,7 min |
| 6     | Alexander Owsjannikow Maxim Kipin Nikita Ox Jewgeni Klimow           | RUS  | 061,4 080,8 104,6 121,3 | 368,1 (10.) | 14:11,0 13:53,4 14:41,6 14:23,3 | 59:20,3 min |
| 7     | Kristyan Gryczuk Michał Pytel Jan Lowisz Marcin Budz                 | POL  | 098,0 102,7 111,6 092,6 | 404,9 (7.)  | 14:34,3 14:53,4 14:31,1 14:18,3 | 59:39,1 min |
| 8     | Raffaele Buzzi Luca Gianmoena Martin Taschler Paolo Corradini        | ITA  | 105,8 087,5 069,0 109,9 | 372,2 (8.)  | 13:48,4 14:24,5 15:07,5 14:45,3 | 60:10,7 min |
| 9     | Jasper Good Erik Lynch Ben Berend Aleck Gantick                      | USA  | 100,1 092,2 115,8 098,4 | 406,5 (6.)  | 14:37,9 15:00,9 14:56,3 14:44,4 | 60:39,5 min |
| 10    | Gō Yamamoto Hisaki Nagamine Ryōta Yamamoto Shota Horigome            | JPN  | 102,4 112,7 095,7 103,2 | 414,0 (5.)  | 14:22,8 16:50,6 14:16,4 14:33,2 | 61:13,0 min |

Datum: 2. Februar 2014

## Skispringen Junioren

### Normalschanze
| Platz | Sportler            | Land | Weite 1 | Weite 2 | Punkte |
| ----- | ------------------- | ---- | ------- | ------- | ------ |
| 1     | Jakub Wolny         | POL  | 91,0 m  | 099,0 m | 231,5  |
| 2     | Patrick Streitler   | AUT  | 89,5 m  | 100,0 m | 231,2  |
| 3     | Jewgeni Klimow      | RUS  | 90,5 m  | 097,0 m | 229,7  |
| 4     | Sebastian Bradatsch | GER  | 90,0 m  | 097,5 m | 226,2  |
| 5     | Elias Tollinger     | AUT  | 89,5 m  | 097,0 m | 224,8  |
| 6     | Krzysztof Biegun    | POL  | 90,0 m  | 097,0 m | 224,2  |
| 7     | Jarkko Määttä       | FIN  | 89,0 m  | 094,5 m | 218,9  |
| 8     | Klemens Murańka     | POL  | 85,5 m  | 102,0 m | 218,0  |
| 9     | Cene Prevc          | SLO  | 86,5 m  | 094,5 m | 217,2  |
| 10    | Paul Winter         | GER  | 86,5 m  | 097,5 m | 216,0  |
| …     |                     |      |         |         |        |
| 19    | Simon Greiderer     | AUT  | 88,5 m  | 093,0 m | 206,6  |
| 21    | Luca Egloff         | SUI  | 86,5 m  | 094,0 m | 204,3  |
| 22    | Killian Peier       | SUI  | 86,5 m  | 093,5 m | 202,9  |
| 23    | Michael Herrmann    | GER  | 86,5 m  | 091,5 m | 200,7  |
| 24    | Ulrich Wohlgenannt  | AUT  | 86,0 m  | 092,5 m | 200,2  |
| 32    | Andreas Schuler     | SUI  | 82,0 m  |         | 084,4  |
| 36    | Dominik Mayländer   | GER  | 82,5 m  |         | 079,3  |
| 45    | Gabriel Karlen      | SUI  | 80,0 m  |         | 074,3  |

Datum: 31. Januar 2014

Wegen Schneefalls vom 30. auf den 31. Januar verschoben.

### Mannschaftsspringen Normalschanze
| Platz | Sportler                                                                             | Land | Weite 1                         | Weite 2                         | Punkte                             |
| ----- | ------------------------------------------------------------------------------------ | ---- | ------------------------------- | ------------------------------- | ---------------------------------- |
| 1     | Jakub Wolny Aleksander Zniszczoł Krzysztof Biegun Klemens Murańka                    | POL  | 098,5 m 101,5 m 092,5 m 101,5 m | 096,5 m 096,5 m 102,0 m 093,0 m | 1027,0 0264,1 0267,4 0255,6 0239,9 |
| 2     | Simon Greiderer Ulrich Wohlgenannt Elias Tollinger Patrick Streitler                 | AUT  | 096,0 m 095,5 m 098,5 m 104,5 m | 099,0 m 092,0 m 100,0 m 104,0 m | 1022,4 0254,9 0236,2 0258,9 0272,4 |
| 3     | Daniel-André Tande Johann André Forfang Hans Petter Bergquist Mats Søhagen Berggaard | NOR  | 097,0 m 094,5 m 098,5 m 099,5 m | 098,5 m 094,5 m 096,5 m 099,5 m | 1011,4 0255,4 0239,8 0251,0 0265,2 |
| 4     | Jarkko Määttä Aapo Lehtinen Miika Ylipulli Santeri Ylitapio                          | FIN  | 097,5 m 094,0 m 099,5 m 096,5 m | 103,5 m 090,5 m 099,5 m 097,0 m | 1009,8 0265,6 0233,2 0258,4 0252,6 |
| 5     | Paul Winter Michael Herrmann Dominik Mayländer Sebastian Bradatsch                   | GER  | 100,5 m 091,5 m 096,0 m 099,5 m | 100,0 m 092,0 m 099,0 m 094,5 m | 1008,8 0269,4 0237,6 0248,6 0253,4 |
| 6     | Cene Prevc Tomaž Verbajs Andraž Mojič Anže Lanišek                                   | SLO  | 097,5 m 089,5 m 093,0 m 101,0 m | 098,5 m 087,0 m 096,0 m 097,0 m | 0981,0 0261,4 0217,0 0239,4 0263,2 |
| 7     | Andreas Schuler Tobias Birchler Luca Egloff Killian Peier                            | SUI  | 094,5 m 084,5 m 093,0 m 094,0 m | 100,0 m 089,5 m 092,0 m 096,0 m | 0944,6 0252,0 0212,1 0234,3 0246,2 |
| 8     | Zeno Di Lenardo Federico Cecon Alex Insam Daniele Verasco                            | ITA  | 088,5 m 098,0 m 092,0 m 093,0 m | 091,0 m 089,5 m 087,5 m 097,0 m | 0922,6 0219,8 0235,5 0225,2 0242,1 |
| 9     | Sergej Schulajew Michail Nasarow Alexej Kaminin Wladislaw Bojarinzew                 | RUS  | 090,5 m 091,0 m 094,5 m 093,0 m |                                 | 0462,1 0111,9 0112,6 0120,8 0116,8 |
| 10    | Filip Sakala Jan Michálek Vojtěch Štursa František Holík                             | CZE  | 089,0 m 090,5 m 086,5 m 095,5 m |                                 | 0451,8 0109,1 0115,5 0104,4 0122,8 |

Datum: 1. Februar 2014

## Skispringen Juniorinnen

### Normalschanze
| Platz | Sportler            | Land | Weite 1 | Weite 2 | Punkte |
| ----- | ------------------- | ---- | ------- | ------- | ------ |
| 1     | Sara Takanashi      | JPN  | 100,5 m | 100,5 m | 262,9  |
| 2     | Coline Mattel       | FRA  | 097,0 m | 097,0 m | 248,7  |
| 3     | Maren Lundby        | NOR  | 096,5 m | 097,0 m | 246,2  |
| 4     | Yūki Itō            | JPN  | 096,5 m | 094,0 m | 241,2  |
| 5     | Katharina Althaus   | GER  | 096,5 m | 092,0 m | 236,0  |
| 6     | Urša Bogataj        | SLO  | 094,5 m | 093,5 m | 233,9  |
| 7     | Julia Clair         | FRA  | 089,5 m | 092,5 m | 220,5  |
| 8     | Špela Rogelj        | SLO  | 089,5 m | 091,0 m | 216,4  |
| 9     | Gianina Ernst       | GER  | 087,0 m | 087,5 m | 203,2  |
| 10    | Susanna Forsström   | FIN  | 089,0 m | 088,5 m | 203,1  |
| …     |                     |      |         |         |        |
| 13    | Chiara Hölzl        | AUT  | 087,0 m | 085,5 m | 200,4  |
| 14    | Elisabeth Raudaschl | AUT  | 084,5 m | 088,0 m | 200,0  |
| 15    | Anna Rupprecht      | GER  | 083,0 m | 090,0 m | 198,9  |
| 18    | Melanie Häckert     | GER  | 084,5 m | 084,0 m | 189,0  |
| 24    | Sonja Schoitsch     | AUT  | 080,5 m | 084,0 m | 175,9  |
| 36    | Julia Huber         | AUT  | 073,5 m |         | 070,0  |
| 41    | Erja Zelger         | SUI  | 063,0 m |         | 046,1  |

Datum: 28. Januar 2014

### Mannschaftsspringen Normalschanze
| Platz | Sportler                                                              | Land | Weite 1                         | Weite 2                     | Punkte                        |
| ----- | --------------------------------------------------------------------- | ---- | ------------------------------- | --------------------------- | ----------------------------- |
| 1     | Yūki Itō Haruka Iwasa Yurina Yamada Sara Takanashi                    | JPN  | 099,0 m 093,5 m 087,0 m 104,5 m | 99,0 m 92,5 m 87,5 m 99,0 m | 906,3 256,0 207,2 194,3 261,5 |
| 2     | Urša Bogataj Barbara Klinec Anja Javoršek Špela Rogelj                | SLO  | 097,5 m 087,0 m 090,5 m 093,0 m | 99,0 m 88,5 m 91,0 m 91,5 m | 870,2 247,4 194,2 208,4 220,2 |
| 3     | Léa Lemare Marie Hoyau Julia Clair Coline Mattel                      | FRA  | 087,5 m 077,0 m 096,5 m 099,5 m | 89,0 m 83,5 m 98,5 m 97,0 m | 856,9 207,0 158,0 240,6 251,3 |
| 4     | Anna Rupprecht Veronika Zobel Gianina Ernst Katharina Althaus         | GER  | 087,5 m 091,0 m 086,5 m 093,5 m | 89,0 m 93,5 m 84,0 m 92,5 m | 832,8 207,9 214,2 185,4 225,3 |
| 5     | Sonja Schoitsch Lisa Wiegele Elisabeth Raudaschl Chiara Hölzl         | AUT  | 084,0 m 087,5 m 093,5 m 084,5 m | 83,5 m 83,0 m 91,5 m 87,5 m | 775,6 184,9 184,2 210,8 195,7 |
| 6     | Natalja Solowjowa Darja Gruschina Alexandra Kustowa Sofja Tichonowa   | RUS  | 078,0 m 088,0 m 083,0 m 084,5 m | 79,0 m 90,0 m 85,0 m 83,5 m | 717,7 158,8 199,2 177,2 182,5 |
| 7     | Michaela Rajnochová Barbora Blažková Michaela Doleželová Lucie Míková | CZE  | 066,5 m 093,5 m 094,0 m 071,0 m | 72,0 m 90,0 m 93,5 m 75,5 m | 685,8 121,4 207,3 220,4 136,7 |

Datum: 30. Januar 2014

## Nationenwertung

### Nationenwertung
| Platz | Land               | Gold | Silber | Bronze | Gesamt |
| ----- | ------------------ | ---- | ------ | ------ | ------ |
| 1     | Norwegen           | 4    | 2      | 8      | 14     |
| 2     | Russland           | 3    | 4      | 4      | 10     |
| 3     | Österreich         | 3    | 2      | 2      | 7      |
| 4     | Frankreich         | 2    | 5      | 1      | 8      |
| 5     | Schweden           | 2    | 3      | 1      | 6      |
| 6     | Deutschland        | 2    | 2      | 2      | 6      |
| 7     | Japan              | 2    | 0      | 0      | 2      |
| 7     | Polen              | 2    | 0      | 0      | 2      |
| 9     | Finnland           | 1    | 1      | 1      | 3      |
| 10    | Slowenien          | 0    | 1      | 0      | 1      |
| 10    | Vereinigte Staaten | 0    | 1      | 0      | 1      |
| 12    | Italien            | 0    | 0      | 1      | 1      |
| 13    | Schweiz            | 0    | 0      | 1      | 1      |

### Juniorennationenwertung
| Platz | Land        | Gold | Silber | Bronze | Gesamt |
| ----- | ----------- | ---- | ------ | ------ | ------ |
| 1     | Österreich  | 3    | 2      | 1      | 6      |
| 2     | Schweden    | 2    | 3      | 1      | 6      |
| 3     | Russland    | 2    | 3      | 4      | 8      |
| 4     | Norwegen    | 2    | 1      | 6      | 9      |
| 5     | Japan       | 2    | 0      | 0      | 2      |
| 5     | Polen       | 2    | 0      | 0      | 2      |
| 7     | Frankreich  | 1    | 2      | 1      | 4      |
| 7     | Deutschland | 1    | 2      | 1      | 4      |
| 9     | Finnland    | 0    | 1      | 1      | 2      |
| 10    | Slowenien   | 0    | 1      | 0      | 1      |

### U23-Nationenwertung
| Platz | Land               | Gold | Silber | Bronze | Gesamt |
| ----- | ------------------ | ---- | ------ | ------ | ------ |
| 1     | Norwegen           | 2    | 1      | 2      | 5      |
| 2     | Frankreich         | 1    | 3      | 0      | 4      |
| 3     | Russland           | 1    | 1      | 0      | 2      |
| 4     | Deutschland        | 1    | 0      | 1      | 2      |
| 5     | Finnland           | 1    | 0      | 0      | 1      |
| 6     | Vereinigte Staaten | 0    | 1      | 0      | 1      |
| 7     | Italien            | 0    | 0      | 1      | 1      |
| 7     | Österreich         | 0    | 0      | 1      | 1      |
| 7     | Schweiz            | 0    | 0      | 1      | 1      |